# Mermithidae
Die Mermithidae sind eine Familie der Fadenwürmer (Nematoda). Es handelt sich dabei um sehr lange und dünne Würmer, die in Insekten und anderen wirbellosen Tieren wie Webspinnen, Krebstieren, Egeln parasitierend leben. Die Hauptwirte sind Insekten und hier kommen Mermithidiae in Vertretern von mindestens 15 Ordnungen vor.

## Merkmale und Lebensweise
Sie ähneln sowohl in der Lebensweise als auch im Aussehen sehr stark den Saitenwürmern (Nematomorpha). Sie besitzen keinen durchgehenden Darm und die Nahrung wird wie bei den Saitenwürmern über die Körperwand aufgenommen. Nach der Jugendphase verlassen die adulten Würmer häufig ihren Wirt und leben in feuchtem Boden oder in Gewässern, wo sie sich verpaaren. 

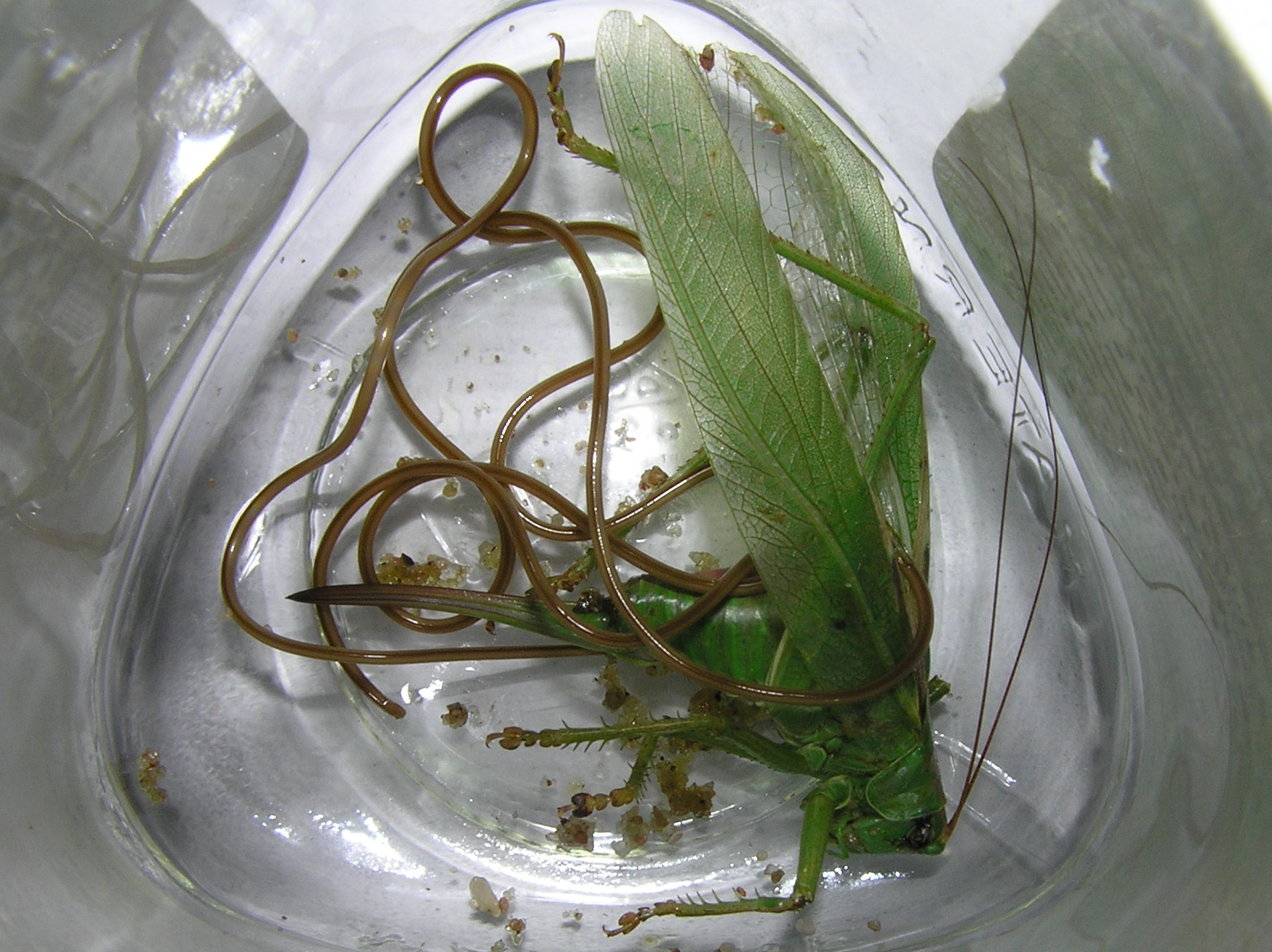
Mermis nigrescens an einem Grünen Heupferd

Mermithidae treten bei Insekten bei allen Lebensstadien von der Larve bis zur Imago auf. Sie leben in der Körperhöhle und ernähren sich von Nährstoffen im Blut der Insekten. In den Wirten können die Würmer von 0,5 auf etwa 10 Millimeter anwachsen, jedoch sind auch Tiere mit deutlich größerer Länge bis 20 oder 50 Zentimeter nicht selten. In vielen Insekten, darunter auch Stechmücken und Kriebelmücken, können die Würmer in großer Anzahl vorkommen, wodurch sie auch für die biologische Schädlingskontrolle von Interesse sind.
Innerhalb der Krebse werden vor allem landlebende Krebse wie Asseln oder Kleinkrebse des Süßwassers wie Gammaridae befallen, sehr selten sind marine Krebse Wirte für die Würmer.

## Systematik
Innerhalb der Familie wurden über 50 Gattungen unterschieden, die jedoch teilweise nur auf der Basis von Einzelfunden oder Larvenstadien beschrieben sind. Im Integrated Taxonomic Information System (ITIS) werden die folgenden 20 Gattungen benannt:
- Aranimermis Poinar and Petersen, 1986
- Capitomermis Rubtsov, 1968
- Culicimermis Rubtsov and Isaeva, 1975
- Drilomermis Poinar and Petersen, 1978
- Empidomermis Poinar, 1977
- Gastromermis Micoletzky, 1923
- Heleidomermis Rubtsov, 1970
- Hydromermis Corti, 1902
- Isomermis Coman, 1953
- Lanceimermis Artyukhovsky, 1969
- Limnomermis Daday, 1911
- Mermis
- Mesomermis Daday, 1911
- Octomyomermis Johnson, 1963
- Perutilimermis Nickle, 1972
- Pheromermis Poinar, Lane, Thomas, 1967
- Pseudomermis De Man, 1903
- Romanomermis Coman, 1961
- Strelkovimermis Rubtsov, 1969
- Vetus

Die namensgebende Gattung stellt die Gattung Mermis dar.

## Belege
1. 1 2 3 4  W.R. Nickle: A Contribution to our Knowledge of the Mermithidae (Nematoda). (Memento des Originals vom 8. Mai 2018 im Internet Archive)  Info: Der Archivlink wurde automatisch eingesetzt und noch nicht geprüft. Bitte prüfe Original- und Archivlink gemäß Anleitung und entferne dann diesen Hinweis. Journal of Nematology 4(2), 1972: S. 113–146.
2. ↑  George Poinar Jr, A. David M. Latham, Robert Poulin: Thaumamermis zealandica n. sp. (Mermithidae: Nematoda) parasitising the intertidal marine amphipod Talorchestia quoyana (Talitridae: Amphipoda) in New Zealand, with a summary of mermithids infecting amphipods (PDF-Datei; 191 kB). Systematic Parasitology 53, 2002: S. 227–233.
3. ↑  Mermithidae im Integrated Taxonomic Information System (ITIS)